# Rover 200/25
El Rover 200 (desde 1999: Rover 25) es un automóvil de turismo del segmento C producido por Austin Rover Group, y más tarde MG Rover, es el sucesor del Austin Maestro.
Ha habido tres generaciones distintas del coche, de las cuales las dos primeras montaban motores Honda, y eran conocidos como Rover 200. El Rover 200 y su modelo gemelo, el Honda Concerto, fueron construidos en la misma fábrica de producción de Rover en Longbridge. La última generación fue producida por Rover en solitario. Después de la venta de la compañía en el año 2000 y tras una reestilización, el modelo pasó a denominarse Rover 25, MG ZR y Rover Streetwise, según los accesorios visuales: deportivos en el segundo modelo y todoterreno en el tercero. Su fabricación acabó en el mes de septiembre del año 2004 en la factoría de Kiel (Alemania) con el cese de actividad de la empresa.
Originalmente el Rover 200 de primera generación (SD-3) (1984-1989) era un sedán de cuatro puertas basado en el Honda Ballade. Para la segunda generación (R8) (1989-1995), se agregaron carrocerías hatchback de tres y cinco puertas, coupé y descapotable, la tercera generación (RF) (1995-1999) apenas tuvo cambios y la última generación (R3) (2000-2006) estuvo disponible en variantes hatchback de tres y cinco puertas.

## Rover Streetwise

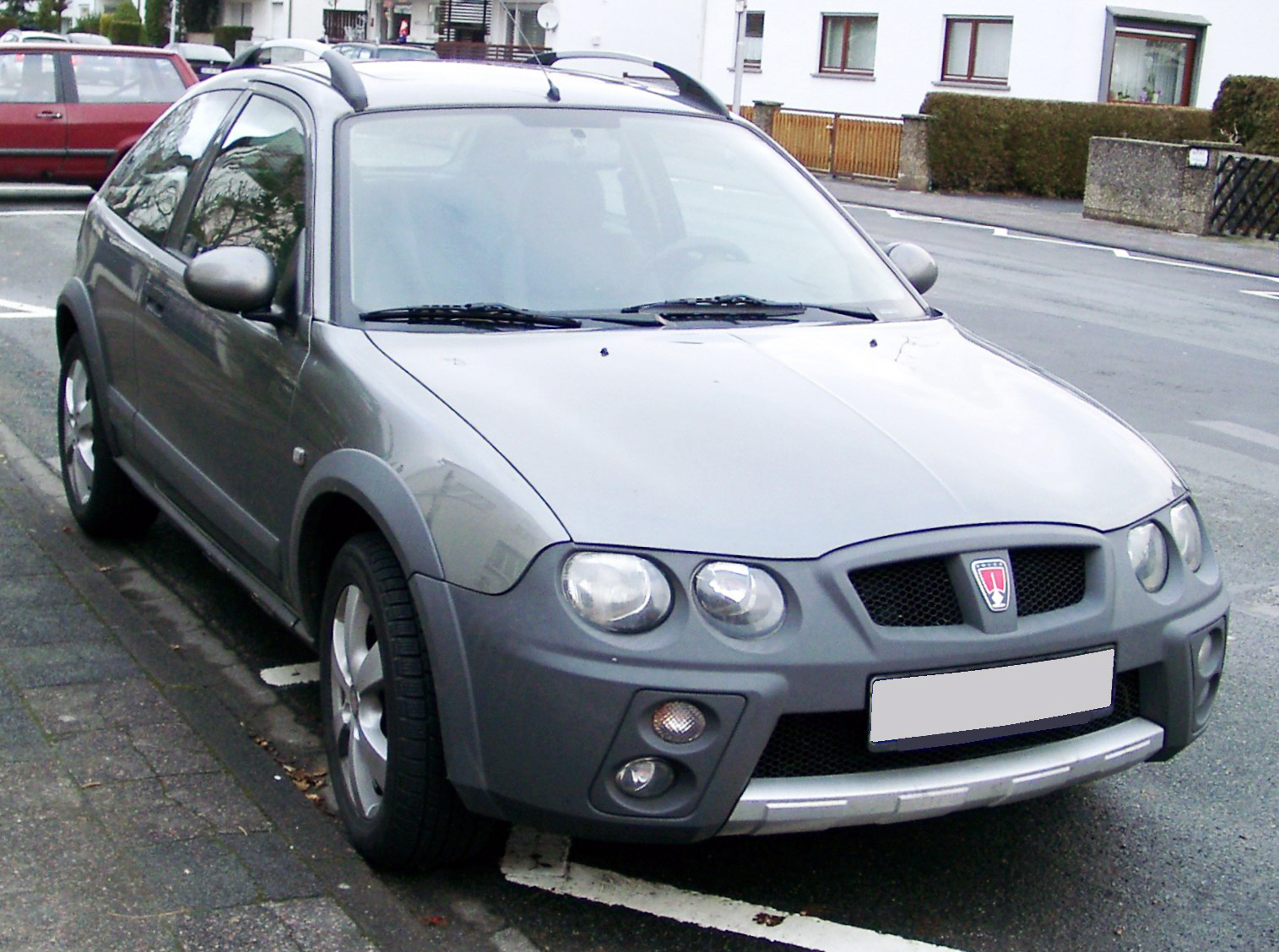
Rover Streetwise

El Rover Streetwise era un pequeño coche comercializado entre 2003 y 2005 hecho por MG Rover. Se basaba en el Rover 25, pero tenían un mayor altura de la carrocería y parachoques más gruesas. El coche fue comercializado por Rover como "urbano on-road '. Tenía unas versiones de gasolina 1.4 16v 84 Manual, 1.4 16v 103 Manual, 1.6 16v Manual y 1.8 16v Stepspeed y de diesel:2.0 TD 101 Manual.

## Galería

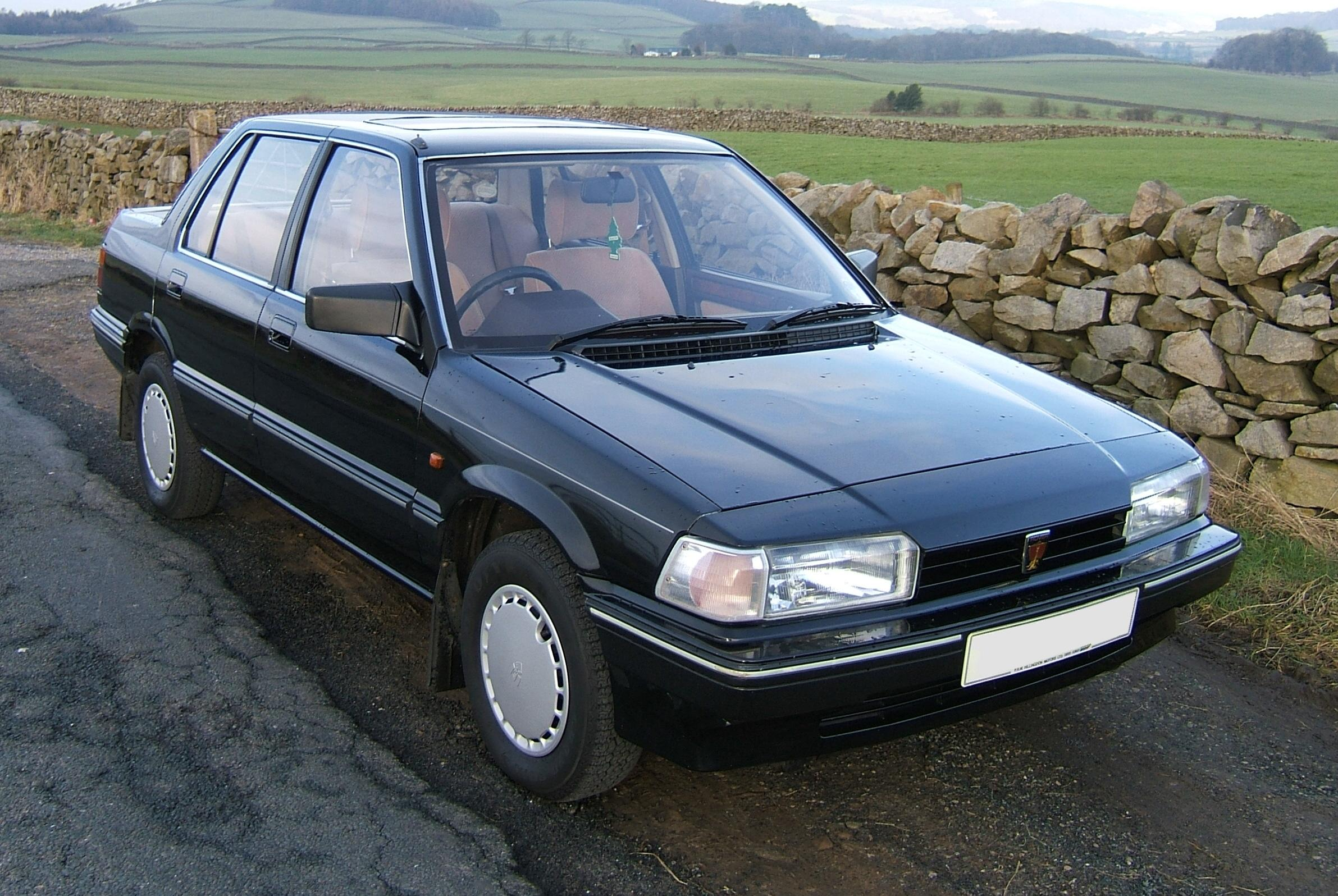
Rover 200 de primera generación (1984-1989).
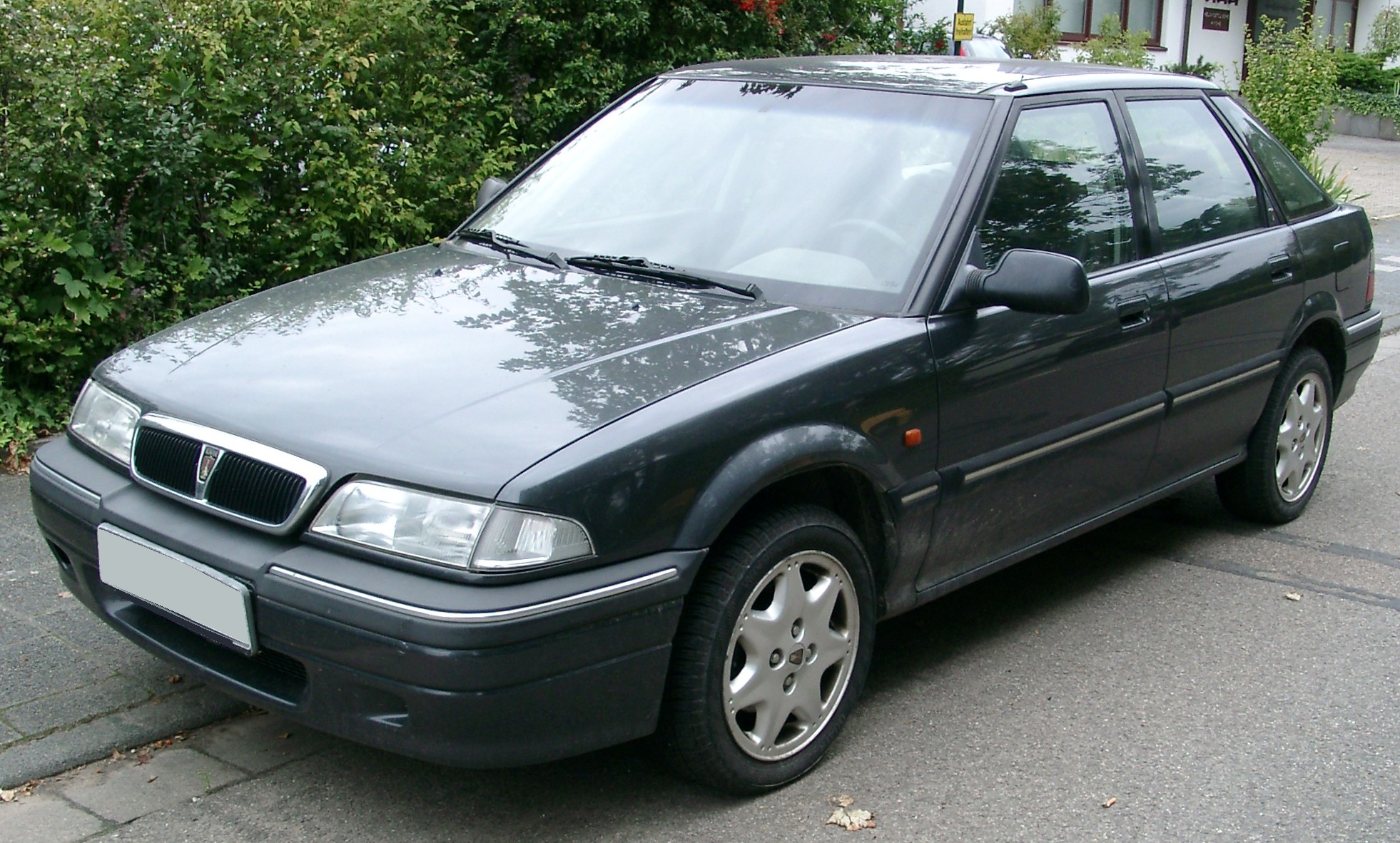
Rover 200 de segunda generación (1989-1995).
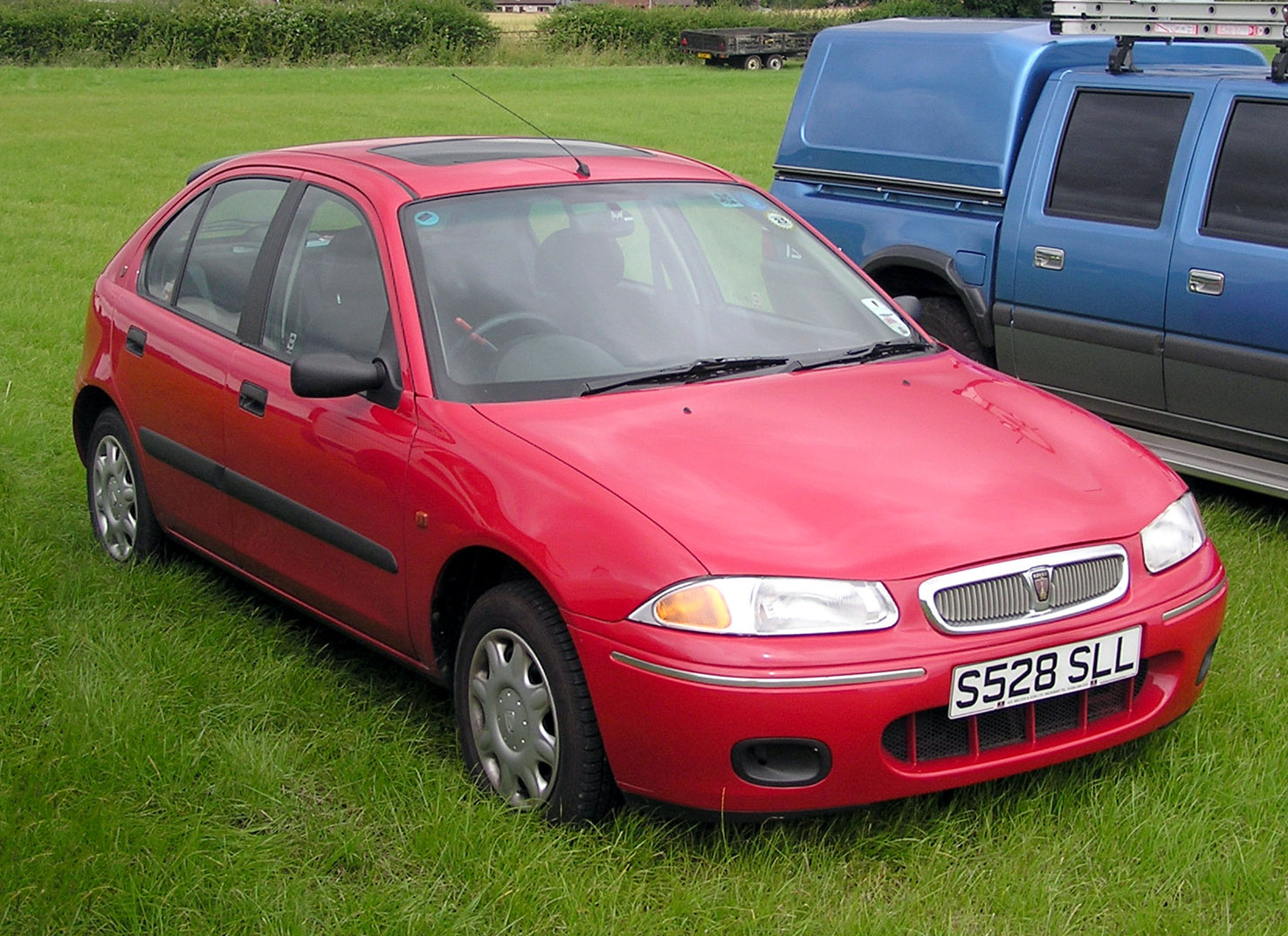
Rover 200 de tercera generación (1995-1999).
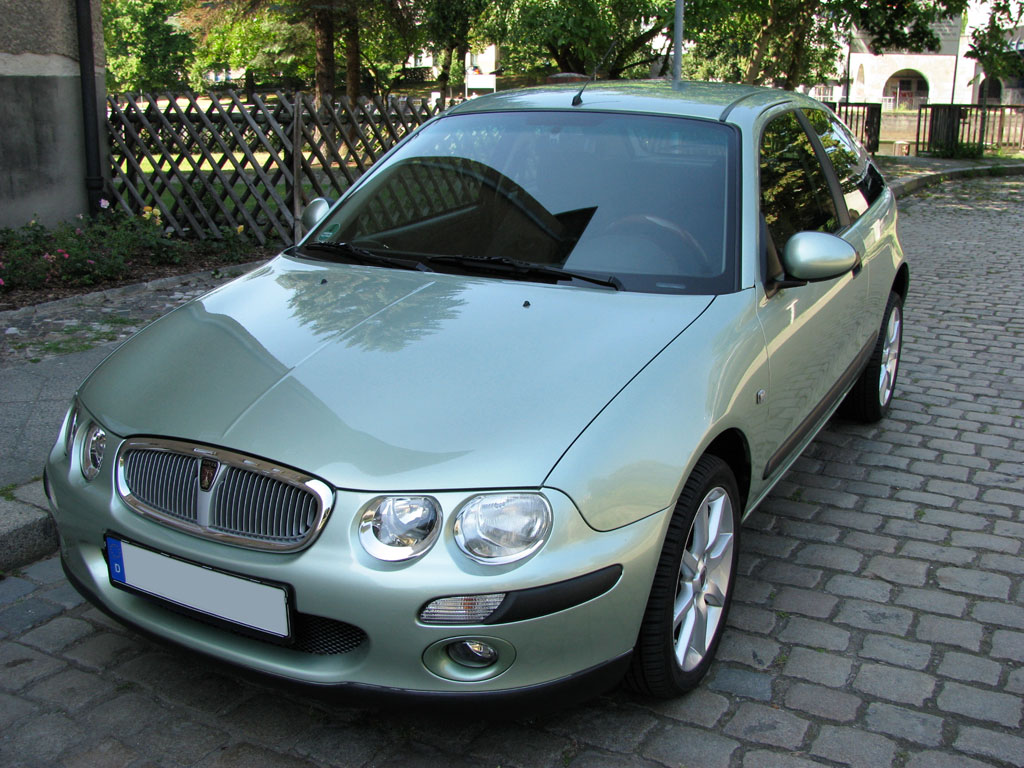
Rover 25 (Rover 200 de cuarta generación) (2000-2005).
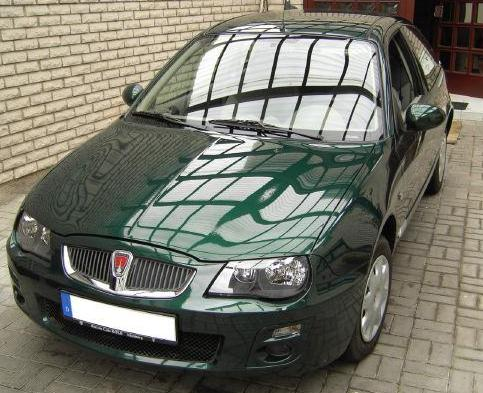
Última versión del Rover 25 (2004-2005).

## Motores
Estos fueron los motores disponibles para el Rover 200 (1995-1999) y Rover 25 (2000-2005). Cada motor se modificó a intervalos regulares a lo largo de su vida con la economía y las emisiones teniendo mejores cambios.
| Años      | Modelo & transmisión | Máquina       | Potencia                | Torque              | Velocidad máxima   | 0–62 mph 0–100 km/h | Economía del gasóleo                      | Emisiones (CO2) |
| Gasolina  | Gasolina             | Gasolina      | Gasolina                | Gasolina            | Gasolina           | Gasolina            | Economía del gasóleo                      | Emisiones (CO2) |
| --------- | -------------------- | ------------- | ----------------------- | ------------------- | ------------------ | ------------------- | ----------------------------------------- | --------------- |
| 1998–2001 | 1.1 8v Manual        | 1.1 L, 4 in-L | 60 PS (44 kW; 59 hp)    | 90 N·m (66 lb·ft)   | 155 km/h (96 mph)  | 14.5 s              | 42.0 mpg-imp (6.73 L/100 km; 35.0 mpg-US) | 165 g/km        |
| 2001–2005 | 1.1 16v Manual       | 1.1 L, 4 in-L | 75 PS (55 kW; 74 hp)    | 95 N·m (70 lb·ft)   | 161 km/h (100 mph) | 13.5 s              | 41.3 mpg-imp (6.84 L/100 km; 34.4 mpg-US) | 160 g/km        |
| 1995–1999 | 1.4 8v Manual        | 1.4 L, 4 in-L | 74 PS (54 kW; 73 hp)    | 117 N·m (86 lb·ft)  | 166 km/h (103 mph) | 12.5 s              | 41.0 mpg-imp (6.89 L/100 km; 34.1 mpg-US) | 170 g/km        |
| 1999–2005 | 1.4 16v 84 Manual    | 1.4 L, 4 in-L | 84 PS (62 kW; 83 hp)    | 110 N·m (81 lb·ft)  | 169 km/h (105 mph) | 11.8 s              | 41.3 mpg-imp (6.84 L/100 km; 34.4 mpg-US) | 164 g/km        |
| 1997–1999 | 1.4 16v 103 Manual   | 1.4 L, 4 in-L | 103 PS (76 kW; 102 hp)  | 127 N·m (94 lb·ft)  | 185 km/h (115 mph) | 10.0 s              | 39.0 mpg-imp (7.24 L/100 km; 32.5 mpg-US) | 173 g/km        |
| 1999–2005 | 1.4 16v 103 Manual   | 1.4 L, 4 in-L | 103 PS (76 kW; 102 hp)  | 123 N·m (91 lb·ft)  | 180 km/h (112 mph) | 10.2 s              | 41.3 mpg-imp (6.84 L/100 km; 34.4 mpg-US) | 164 g/km        |
| 1995–1999 | 1.6 16v Manual       | 1.6 L, 4 in-L | 111 PS (82 kW; 109 hp)  | 145 N·m (107 lb·ft) | 190 km/h (118 mph) | 9.3 s               | 39.0 mpg-imp (7.24 L/100 km; 32.5 mpg-US) | 176 g/km        |
| 1999–2005 | 1.6 16v Manual       | 1.6 L, 4 in-L | 110 PS (81 kW; 108 hp)  | 138 N·m (102 lb·ft) | 185 km/h (115 mph) | 9.5 s               | 41.3 mpg-imp (6.84 L/100 km; 34.4 mpg-US) | 164 g/km        |
| 2001–2005 | 1.6 16v Stepspeed    | 1.6 L, 4 in-L | 110 PS (81 kW; 108 hp)  | 138 N·m (102 lb·ft) | 177 km/h (110 mph) | 10.3 s              | 36.6 mpg-imp (7.7 L/100 km; 30.5 mpg-US)  | 184 g/km        |
| 1997–1999 | 1.8 16v Manual       | 1.8 L, 4 in-L | 120 PS (88 kW; 118 hp)  | 165 N·m (122 lb·ft) | 195 km/h (121 mph) | 8.6 s               | 38.3 mpg-imp (7.38 L/100 km; 31.9 mpg-US) | 179 g/km        |
| 1999–2002 | 1.8 16v Stepspeed    | 1.8 L, 4 in-L | 117 PS (86 kW; 115 hp)  | 160 N·m (118 lb·ft) | 185 km/h (115 mph) | 9.5 s               | 34.7 mpg-imp (8.1 L/100 km; 28.9 mpg-US)  | 194 g/km        |
| 1997–2002 | 1.8 16v VVC Manual   | 1.8 L, 4 en-L | 145 PS (107 kW; 143 hp) | 174 N·m (128 lb·ft) | 204 km/h (127 mph) | 7.5 s               | 37.8 mpg-imp (7.47 L/100 km; 31.5 mpg-US) | 178 g/km        |
| Diesel    |                      |               |                         |                     |                    |                     |                                           |                 |
| 1995–1999 | 2.0 TD 86 Manual     | 2.0 L, 4 en-L | 86 PS (63 kW; 85 hp)    | 170 N·m (125 lb·ft) | 169 km/h (105 mph) | 12.0 s              | 49.5 mpg-imp (5.71 L/100 km; 41.2 mpg-US) | 166 g/km        |
| 1995–1999 | 2.0 TD 105 Manual    | 2.0 L, 4 en-L | 105 PS (77 kW; 104 hp)  | 210 N·m (155 lb·ft) | 185 km/h (115 mph) | 9.7 s               | 50.1 mpg-imp (5.64 L/100 km; 41.7 mpg-US) | 166 g/km        |
| 1999–2005 | 2.0 TD 101 Manual    | 2.0 L, 4 en-L | 101 PS (74 kW; 100 hp)  | 240 N·m (177 lb·ft) | 182 km/h (113 mph) | 9.9 s               | 55.4 mpg-imp (5.10 L/100 km; 46.1 mpg-US) | 150 g/km        |
| 2002–2004 | 2.0 TD 113 Manual    | 2.0 L, 4 en-L | 113 PS (83 kW; 111 hp)  | 240 N·m (177 lb·ft) | 185 km/h (115 mph) | 9.1 s               | 51.5 mpg-imp (5.49 L/100 km; 42.9 mpg-US) | 150 g/km        |